# Akademicki Związek Sportowy Politechniki Warszawskiej 2012-2013
Questa voce raccoglie le informazioni riguardanti l'Akademicki Związek Sportowy Politechniki Warszawskiej nelle competizioni ufficiali della stagione 2012-2013.

## Organigramma societario
Area direttiva
- Presidente: Jolanta Dolecka

Area tecnica
- Allenatore: Jakub Bednaruk

## Rosa
| N° | Nome                  | Ruolo | Data di nascita  | Nazionalità sportiva |
| -- | --------------------- | ----- | ---------------- | -------------------- |
| 2  | Maciej Olenderek      | L     | 16 ottobre 1992  | Polonia              |
| 3  | Krzysztof Wierzbowski | S     | 18 luglio 1988   | Polonia              |
| 4  | Maciej Pawliński      | S     | 2 febbraio 1983  | Polonia              |
| 5  | Marcin Nowak          | C     | 17 ottobre 1975  | Polonia              |
| 6  | Paweł Siezieniewski   | S     | 27 dicembre 1981 | Polonia              |
| 7  | Fabian Drzyzga        | P     | 3 gennaio 1990   | Polonia              |
| 9  | Paweł Adamajtis       | S/O   | 30 agosto 1990   | Polonia              |
| 10 | Grzegorz Szymański    | S/O   | 12 luglio 1978   | Polonia              |
| 11 | Maciej Zajder         | C     | 31 gennaio 1988  | Polonia              |
| 12 | Maksymilian Szuleka   | S     | 14 agosto 1992   | Polonia              |
| 14 | Michał Potera         | L     | 6 marzo 1988     | Polonia              |
| 15 | Przemysław Smoliński  | C     | 27 novembre 1992 | Polonia              |
| 16 | Dawid Dryja           | C     | 21 luglio 1992   | Polonia              |
| 17 | Nemanja Stefanović    | P     | 12 febbraio 1989 | Serbia               |